# Choreonema
Choreonema, monotipski rod crvenih algi smješten u vlastiti tribus Choreonemateae, i potporodicu Choreonematoideae, dio porodice Hapalidiaceae. Jedina vrsta je morska alga C. thuretii, pronađena na genikulama vrste H. roseum i rjeđe na algama J. verrucosa i J. micrarthrodia.
Rasprostranjena je diljem svijeta, po Atlantiku uz obale Europe (uključujući Srdozemlje i Jadran), sjevernoameričku kalifornijsku obalu, obale Afrike, Azije (Japan, Indonezija), Srednju Ameriku (Kostarika), Južnu Ameriku (Čile), Australiju, Pacifiku (Samoa, Havaji, Uskršnji otok, Maršalovi Otoci, Federalne Države Mikronezije)

## Sinonimi
- Melobesia thuretii Bornet 1878, bazionim
- Endosiphonia thuretii (Bornet) Ardissone 1883
- Melobesia deformans Solms-Laubach 1881
- Chaetolithon deformans (Solms-Laubach) Foslie 1898
- Lithothamnion deformans (Solms-Laubach) Foslie 1898